# پوزه‌اردکان
پوزه‌اردکان (نام علمی: Percophidae) نام یک تیره از راسته سوف‌ماهی‌سانان است.